# Дан независности (филм из 1996)
Дан независности (енгл. Independence Day) амерички је научнофантастични акциони филм из 1996. године, редитеља Роланда Емериха и писаца Емериха и Дина Девлина. Ансамблску поделу улога чине Вил Смит, Бил Пулман, Џеф Голдблум, Мери Макдонел, Џад Херш, Маргарет Колин, Ренди Квејд, Роберт Лоџa, Џејмс Ребхорн, Харви Фирштајн и Хари Коник. Филм се фокусира на различите групе људи које се окупљају у пустињи Неваде након светског напада ванземаљске расе. Заједно са осталим људима света, они 4. јула—Дан независности у Сједињеним Државама—покрећу контранапад.
Промовишући филм Звездана капија у Европи, Емерих је осмислио филм одговарајући на питање о свом веровању у постојање ванземаљског живота. Он и Девлин одлучили су да укључе напад великих размера приметивши да ванземаљци у већини филмова о инвазијама путују на велике удаљености у свемиру само да би остали скривени када стигну на Земљу. Снимање је почело у јулу 1995. у Њујорку, а филм је завршен 20. јуна 1996. године.
Сматрајући се значајном прекретницом у историји холивудског блокбастера, Дан независности био је на челу великог филма о катастрофама и оживљавања научне фантастике средином касних 1990-их. Широм света је издат 3. јула 1996. године, али је почео да се приказује 2. јула (истог дана када почиње прича у филму) у ограниченом издању, као резултат високог нивоа очекивања међу гледаоцима. Филм је добио помешане критике, са критикама на рачун његових ликова, али и похвалама за наступе и визуелни приказ. Зарадио је преко 817,4 милиона америчких долара широм света, поставши филм са највећом зарадом 1996. године, надмашивши филмове Торнадо и Немогућа мисија. Такође је постао други филм са највећом зарадом у то време, иза филма Парк из доба јуре (1993).
Наставак, Дан независности: Нова претња, издат је 20 година касније, 24. јуна 2016. године, као део планиране серије филмова.

## Радња
Дана 2. јула 1996. године, огроман ванземаљски матични брод стиже у Земљину орбиту и распоређује више тањира, широких петнаест миља, који заузимају положаје над великим градовима на Земљи
Дејвид Левинсон, сателитски техничар обучен на МИТ-у, декодира сигнал уграђен у глобалне сателитске трансмисије, схвативши да је то ванземаљски тајмер за одбројавање за координирани напад. Уз помоћ своје бивше супруге, директорке за комуникације Беле куће, Констанс Спано, Дејвид и његов отац Џулијус приступају Овалној канцеларији и упозоравају председника, Томаса Витмора, на претњу.
Витмор наређује евакуацију из Њујорка, Лос Анђелеса и Вашингтона, али је прекасно. Сваки од тањира испаљује један уништавајући сноп, изазивајући огромну експлозију која спаљује сваки циљани град тањира, убијајући милионе. Витмор, Левинсонови и још неколико њих беже на авиону Air Force One-а пошто је главни град уништен заједно са Њујорком, Лос Анђелесом и другим великим градовима широм света.
Дана 3. јула, почињу противнапади против ванземаљских освајача, али су њихови бродови заштићени пољима сила. Сваки тањир лансира рој борбених бродова са својим штитовима, који десеткују људске борбене ескадриле и војне базе. Капетан Стивен Хилер, један од вођа ескадриле мисије, преживљава тако што је намамио свог нападача у затворене просторе Великог кањона пре него што је излетео из свог авиона, узрокујући пад непријатељског ловца. Он потчињава обореног ванземаљца и заставом спушта конвој избеглица, превозећи несвесног ванземаљца до Области 51, где је слетела Витморова група. Министар одбране, Алберт Нимзики открио је да је један део владе умешан у заверу НЛО-а од 1947. године, када се један од нападачких ловаца срушио у Розвелу. У Области 51 налази се сада обновљени брод, а три ванземаљска леша опоравила су се након пада. Док научник, др Бракиш Окун, испитује ванземаљца којег је ухватио Стивен, он се освешћује и напада, телепатски упадајући у Окунов ум и убијајући друго особље. Користи Окунове гласне жице да одбије Витморову понуду мира пре него што изведе психички напад на њега. Након што су агенти Тајне службе и војно особље убили ванземаљца, Витмор открива шта је сазнао када су били повезани: освајачи планирају да Земљи одузму природне ресурсе. Он невољно одобрава нуклеарни напад на један ратни брод који се налази изнад Хјустона као покушај, али он остаје нетакнут. Стивенова девојка, Џасмин Даброу, и њен син, након што су преживели уништавање Лос Анђелеса, спасавају камион других преживелих, укључујући критично повређену прву даму, Мерилин. Иако их је Стивен касније пронашао и одвео у Област 51, Мерилин умире убрзо након што се поново састала са својом породицом.
Дана 4. јула, црпећи инспирацију од свог оца, Дејвид прави рачунарски вирус који ће пореметити оперативни систем штитова ванземаљаца, и смишља план да га постави на матични брод из обновљеног ловца ванземаљаца, којим Стивен добровољно управља. Оружане снаге САД-а преко Морзеове азбуке контактира преживеле ваздушне ескадриле различитих нација широм света како би организовале јединствену контраофанзиву против ванземаљаца. С недостатком војних пилота, Витмор и генерал Вилијам Греј ангажују помоћ добровољаца са искуством у летењу, укључујући пензионисаног војника, Расела Кејса, да управљају преосталим авионима на Области 51; а први води напад на ратни брод који лежи на бази док други надгледа. Улазећи на матични брод, Стивен и Дејвид постављају вирус и постављају нуклеарну ракету на брод; поништавајући комуникацијски систем и појачање ванземаљаца након уништења брода. Са деактивираним штитовима ванземаљаца, Витморова ескадрила може се борити против непријатељских ловаца, али њихова муниција је исцрпљена пре него што униште тањир. Док се припрема за паљбу на базу, Расел има последњи пројектил, али није у стању да испали због квара на лансеру; жртвује се ударајући свој авион са пројектилом у оружје тањира док пуни ватру, што уништава ратни брод. Људске војне снаге широм света су обавештене о критичној слабости ванземаљских бродова и уништавају остале.
Док се човечанство радује победи, Стивен и Дејвид се враћају у Област 51 и окупљају се са својим породицама.

## Улоге
| Глумац         | Улога                         |
| -------------- | ----------------------------- |
| Вил Смит       | капетан Стивен Хилер          |
| Бил Пулман     | председник Томас Џ. Витмор    |
| Џеф Голдблум   | Дејвид Левинсон               |
| Мери Макдонел  | прва дама Мерлин Витмор       |
| Џад Херш       | Џулијус Левинсон              |
| Роберт Лоџа    | генерал Вилијам Греј          |
| Ренди Квејд    | Расел Кејс                    |
| Маргарет Колин | Констанс Спано                |
| Вивика А. Фокс | Џасмин Даброу                 |
| Џејмс Ребхорн  | Алберт Нимзики                |
| Харви Фирштајн | Марти Гилберт                 |
| Адам Болдвин   | мајор Мичел                   |
| Брент Спајнер  | др Бракиш Окун                |
| Џејмс Дувал    | Мигел Кејс                    |
| Бил Смитрович  | потпуковник Вотсон            |
| Хари Коник     | марински капетан Џими Вајлдер |
| Меј Витман     | Патриша Витмор                |
| Рос Багли      | Дилан Даброу                  |
| Лиса Јакуб     | Алиша Кејс                    |
| Ђузепе Ендруз  | Трој Кејс                     |
| Џон Кеподис    | Марио                         |